# Cicindela plutonica
Cicindela plutonica este o specie de insecte coleoptere descrisă de Thomas Casey în anul 1897. Cicindela plutonica face parte din genul Cicindela, familia Carabidae.

## Subspecii
Această specie cuprinde următoarele subspecii:
- C. p. leachi
- C. p. plutonica